# Baku Grand Slam
Il Baku Grand Slam, fino al 2012 classificato come Gran Prix, è un torneo internazionale di judo che si tiene annualmente (con eccezione degli anni 2018 e 2020) a Baku, in Azerbaijan.
Il torneo è parte del circuito IJF World Tour e conta ad oggi 13 edizioni.

## Edizioni
Di seguito la tabella delle edizioni del meeting.
| Edizione | Anno | Data            | Circuito            | Dettagli             | Rif.   |
| -------- | ---- | --------------- | ------------------- | -------------------- | ------ |
| 1°       | 2011 | 06-08 maggio    | IJF World Tour 2011 | Baku Grand Prix 2011 | [ 1 ]  |
| 2°       | 2012 | 05-06 maggio    | IJF World Tour 2012 | Baku Grand Prix 2012 | [ 2 ]  |
| 3°       | 2013 | 04-05 maggio    | IJF World Tour 2013 | Baku Grand Slam 2013 | [ 3 ]  |
| 4°       | 2014 | 09-11 maggio    | IJF World Tour 2014 | Baku Grand Slam 2014 | [ 4 ]  |
| 5°       | 2015 | 08-10 maggio    | IJF World Tour 2015 | Baku Grand Slam 2015 | [ 5 ]  |
| 6°       | 2016 | 06-08 maggio    | IJF World Tour 2016 | Baku Grand Slam 2016 | [ 6 ]  |
| 7°       | 2017 | 10-12 maggio    | IJF World Tour 2017 | Baku Grand Slam 2017 | [ 7 ]  |
| 8°       | 2019 | 10-12 maggio    | IJF World Tour 2019 | Baku Grand Slam 2019 | [ 8 ]  |
| 9°       | 2021 | 05-07 novembre  | IJF World Tour 2021 | Baku Grand Slam 2021 | [ 9 ]  |
| 10°      | 2022 | 04-06 novembre  | IJF World Tour 2022 | Baku Grand Slam 2022 | [ 10 ] |
| 11°      | 2023 | 22-24 settembre | IJF World Tour 2023 | Baku Grand Slam 2023 | [ 11 ] |
| 12°      | 2024 | 16-18 febbraio  | IJF World Tour 2024 | Baku Grand Slam 2024 | [ 12 ] |
| 13°      | 2025 | 14-16 febbraio  | IJF World Tour 2025 | Baku Grand Slam 2025 | [ 13 ] |